# Harwich Center
Harwich Center es un lugar designado por el censo ubicado en el condado de Barnstable en el estado estadounidense de Massachusetts. En el Censo de 2010 tenía una población de 1.798 habitantes y una densidad poblacional de 303,02 personas por km².

## Geografía
Harwich Center se encuentra ubicado en las coordenadas 41°41′32″N 70°4′10″O / 41.69222, -70.06944. Según la Oficina del Censo de los Estados Unidos, Harwich Center tiene una superficie total de 5.93 km², de la cual 5.82 km² corresponden a tierra firme y (1.83%) 0.11 km² es agua.

## Demografía
Según el censo de 2010, había 1.798 personas residiendo en Harwich Center. La densidad de población era de 303,02 hab./km². De los 1.798 habitantes, Harwich Center estaba compuesto por el 91.66% blancos, el 2.39% eran afroamericanos, el 0.33% eran amerindios, el 0.56% eran asiáticos, el 0% eran isleños del Pacífico, el 2.67% eran de otras razas y el 2.39% pertenecían a dos o más razas. Del total de la población el 1.78% eran hispanos o latinos de cualquier raza.